# Crocidura hutanis
Crocidura hutanis és una espècie de mamífer de la família de les musaranyes (Soricidae) que es troba al nord de l'illa de Sumatra, on és una espècie bastant comuna. Possiblement també és comuna a la resta de l'illa. Està probablement amenaçada per la desforestació.